# 영동1터널 (횡성군)
영동1터널(嶺東1터널)은 대한민국 강원특별자치도의 횡성군 둔내면 삽교리와 평창군 봉평면 진조리를 연결하는 터널이다. 크기는 연장 225.0m, 폭 7.4m이며, 1975년 협화실업(현 코오롱글로벌)이 시공, 개통하였다. 개통 당시에는 영동고속도로의 일부였으며 원명칭은 둔내터널이었다. 1999년 영동고속도로 새말-월정 구간이 이설되면서 고속도로 구간에서 제외되어 현재는 청태산로의 일부를 이루고 있다. 인근에 숲체원이 있다.
터널 입구의 해발 고도는 890미터로 영동고속도로 확장 이설 전 (현 둔내터널 개통 전)까지 대한민국 고속도로 구간 중 최고 높은 지점이었다.